# Владимир Мошин
Владимир Алексијевич Мошин (Санкт Петербург, 9. октобар 1894 — Скопље, 3. фебруар 1987) је био руски историчар и свештеник Руске православне цркве који је највећи део живота провео у Југославији.

## Биографија
Школовао се у Санкт Петербургу где је започео студије на историјско-филолошком факултету које је због ратних дешавања мора да настави у Кијеву али ни ту није усео да их доврши јер је избила Револуција. У Краљевину СХС стигао је 1921. године и десет година је радио као професор гимназије у Копривници. Дипломирао је у Београду 1922. а докторирао у Загребу 1928. године са тезом „Норманска колонизација у Источној Европи“. Доцент је постао на Филозофском факултету у Скопљу за област византологије а већ идуће године на исти положај са истим звањем је постављен на Универзитету у Београду. На овом положају је остао све до 1939. године. Био је члан Одбора за издавање грчких извора за историју Српске краљевске академије. У том својству је сваке године или сам или заједно са Александром Соловјевом или Георгијем Острогорским радио у светогорским манастирима. Почетак Другог светског рата у Југославији омео је његов избор за ванредног професора византологије на Универзитету у Скопљу. Због тога се вратио у Београд где је јула 1942. године пензионисан. До краја рата је остао у Београду где је служио у руској цркви Свете Тројице и предавао је историју у руско-српској гимназији. Изабран је 1947. за сарадника Историјског института САНУ а истовремено је постављен за директора Архива ЈАЗУ а потом за вршиоца дужности управника Хисторијског института ЈАЗУ у чији је састав архив био укључен. После одласка у пензију био је члан Археографске комисије при Министарству културе СР Србије 81959—1961) а после тога руководио је тада основаним археографским одељењем Народне библиотеке у Београду. Ту му је главни задатак било организовање систематског описивања словенских рукописа у Србији и осталим републикама СФРЈ. Од 1964. до 1966. био је редовни хонорарни професор на Групи за библиотекарство филолошког факултета док је између 1966. и 1967. држао курсеве из словенске палеографије, историје илуминације, повеза и водених знакова на Филозофском факултету у Београду. Од 1967. руководио је радом на описивању рукописа Македоније и био је редактор едиције „Споменици за средњовековната и поновата историја на Македонија I—IV“. Од 1969. до 1975. био је редовни хонорарни професор на Филозофском факултету у Скопљу. Био је члан бројних научних друштава и добитник многих награда за свој научни рад.

## Историографски рад
Главна интересовања Владимира Мошина била су славистика и византологија и у обе ове области дао је велики допринос како у српским и југословенским тако и у светским оквирима. Изучавао је византијске изворе значајне за српску средњовековну историју а резултат тог рада било је издање „Грчке повеље српских владара“ које је заједно са Александром Соловјевом издао 1936. године. Направио је више издања аката светогорских манастира („Акти братског сабора из Хиландара“, 1940).
Доста је радио у области српске и византијске дипломатике где је у већем броју мањих прилога решавао различите проблеме углавном у вези са датирањем појединих повеља. Резултат његовом рада на светгорским актима били су и просопографски прилози посвећени значајнијим Хиландарцима („Хиландарац Калиник, српски дипломата 14. века“, 1940; „Хиландарски игумани средњег века“, заједно са Миодрагом Пурковићем, 1940). Бавио се и историјом доласка руских монаха на Атос као и питањима око оснивања и развоја њиховог манастира.
Још 1919. године у Кијеву радио је на пописивању старог рукописног материјала. Своје рано интересовање за ову врсту извора наставио је да развија после 1947. када се посветио систематском проучавању рукописа, преносећи своје широка знања на млађе сараднике. Организовао је рад на описивању рукописа у Београду, Загребу и Скопљу. Најпре је описао рукописе архива ЈАЗУ „Ćirilski rukopisi Jugoslovenske akademije I—II“ (1952, 1955), радећи у исто време на издавању и других значајних текстова (Душановог законика и Летописа попа Дукљанина између осталих). У више студија је систематски обрађивао поједине елементе рукописа као што су водени знак и орнамент. Описивао је рукописе из готово свих рукописних збирки СФРЈ (манастир Грачаница, Пећка патријаршија, манастир Никољац код Бијелог Поља, збирка Повијесног музеја Хрватске, Копитарева збирка словенских рукописа у Љубљани).
Библиографија његових радова објављена је у часопису Слово 18—19 (1969) 146—154 као и у Зборнику Владимира Мошина (1977) 7—16.

## Одабрана дела
- Соловјев, Александар; Мошин, Владимир (1936). Грчке повеље српских владара. Београд: Српска краљевска академија.
- Mošin, Vladimir, ур. (1950). Ljetopis popa Dukljanina. Zagreb: Matica hrvatska.
- Мошин, Владимир; Ћирковић, Сима; Синдик, Душан (2011). Зборник средњовековних ћириличких повеља и писама Србије, Босне и Дубровника. 1. Београд: Историјски институт.

## Литераутура
- Мошин, Владимир у Енциклопедија српске историографије, Београд 1997, 523-524.